# میشاییل اشتیک
 میشاییل اشتیک (آلمانی: Michael Stich؛ زاده ۱۸ اکتبر ۱۹۶۸ ‏(۵۶ سال)) یک تنیس‌باز اهل آلمان است.